# Tabloid Junkie
"Tabloid Junkie" là ca khúc nhạc pop do nghệ sĩ thu âm người Mỹ Michael Jackson trình bày. Bài hát xuất hiện dưới dạng track thứ 11 trong album phòng thu thứ chín của Jackson, mang tựa đề HIStory: Past, Present and Future, Book I, phát hành năm 1995 dưới dạng đĩa kép. Bài hát do Michael Jackson, Jimmy Jam (James Harris III) và Terry Lewis đồng sáng tác và sản xuất.